# Rathsmannsdorf

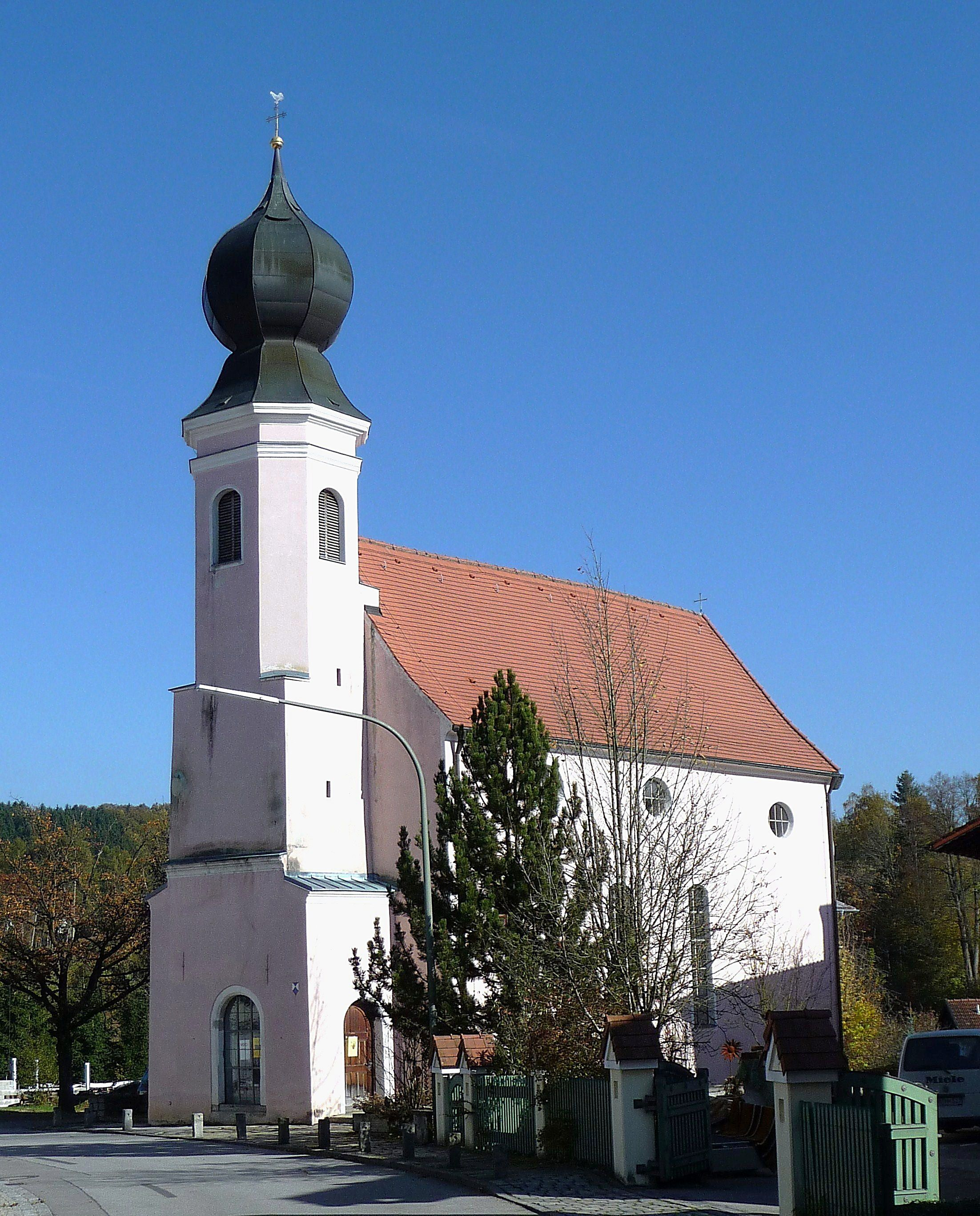
Die Nebenkirche St. Ulrich

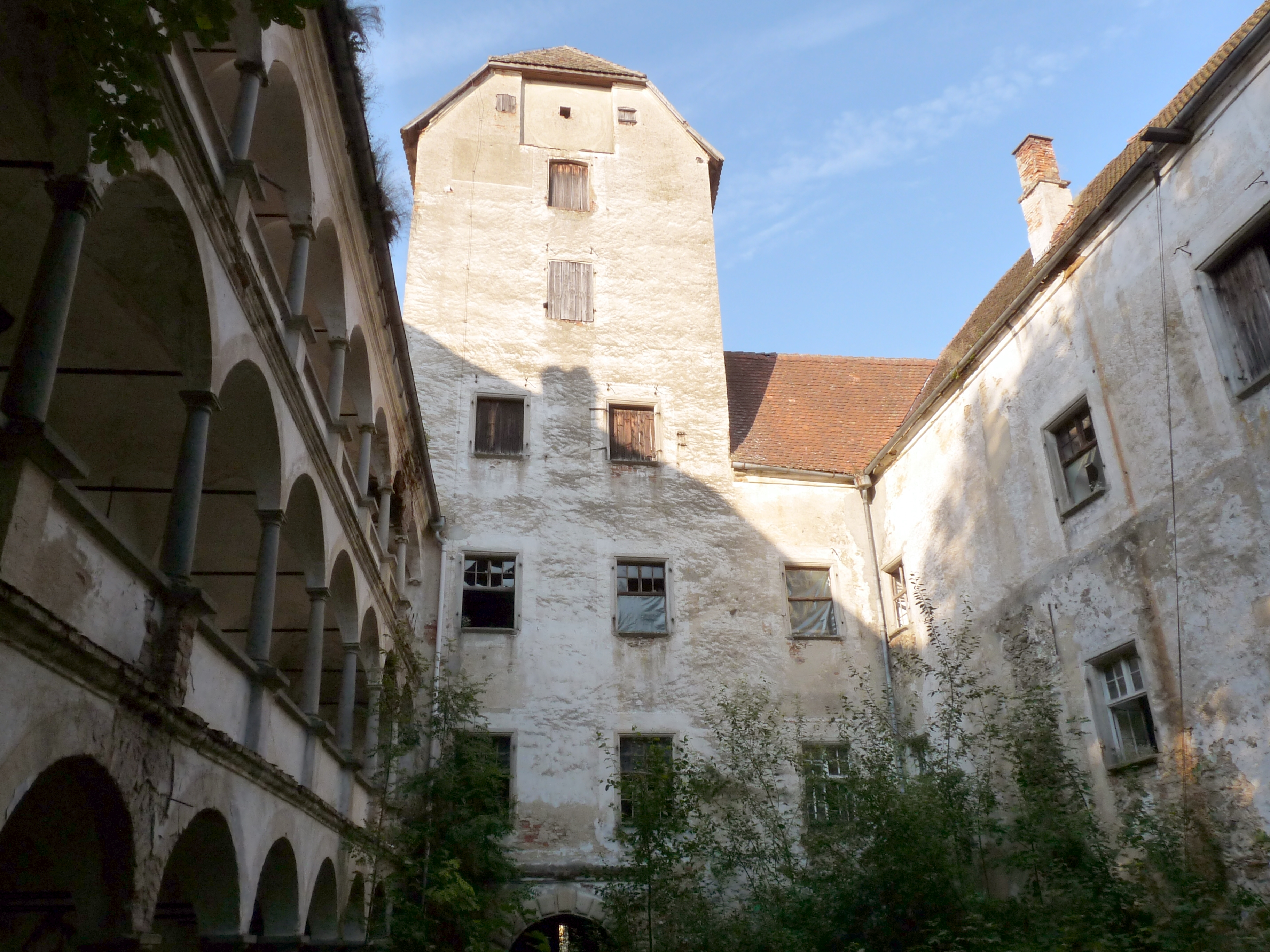
Schloss Rathsmannsdorf

Rathsmannsdorf ist ein Gemeindeteil des Marktes Windorf im niederbayerischen Landkreis Passau. Bis 1975 bildete es eine selbstständige Gemeinde.

## Lage
Das Pfarrdorf Rathsmannsdorf liegt im Bayerischen Wald vier Kilometer nordöstlich von Windorf in der Nähe der Bundesautobahn 3. Bei Rathsmannsdorf kreuzen sich die Staatsstraße 2318 und die Staatsstraße 2127.

## Geschichte
Mit der Grafschaft Windberg erkaufte Bischof Mangold von Berg 1207 das Gebiet um Rathsmannsdorf für das Hochstift Passau. Seit etwa dem 14. Jahrhundert bildete sich hier die Grenze zum Herzogtum Bayern heraus. Der Bestand einer Burg wird um 1400 erstmals sicher bezeugt. Um 1420 hatte Georg von Frauenberg aus der Familie derer von Fraunberg (Adelsgeschlecht) die Burg und Hofmark in seinen Besitz gebracht. Sein gleichnamiger Sohn verkaufte den Besitz 1449 an Fürstbischof Leonhard von Laiming. Damit gelangte Rathsmannsdorf wieder unter die direkte Verwaltung des Hochstifts Passau und wurde zu einer hochstiftischen Präfektur.
Unter dem Bistumsadministrator Herzog Ernst von Bayern wurde es sogar für einige Zeit Sitz eines hochstiftischen Landgerichts. Dieses wurde 1592 mit dem Landgericht Oberhaus vereinigt. Mit den Ämtern Hacklberg, Rathsmannsdorf und Tiefenbach-Hörmannsberg war es im Norden und Westen vom bayerischen Landgericht Vilshofen umschlossen.
Nach der Aufhebung des Hochstifts Passau in der Säkularisation in Bayern kam der Ort 1803 zum Kurfürstentum Bayern. Das Schloss wurde im selben Jahr vom Staat verkauft und danach mehrfach umgestaltet. Die Gemeinde Rathsmannsdorf entstand mit dem zweiten Gemeindeedikt von 1818. Im Jahr 1821 wurde der größere westliche Teil als neue Gemeinde Albersdorf abgetrennt, während der kleinere östliche Teil um Teile der Gemeinden Otterskirchen und Garham vergrößert wurde.
Im Zuge der Gebietsreform in Bayern gelangte die Gemeinde Rathsmannsdorf am 1. Januar 1975 zum Markt Windorf.

## Sehenswürdigkeiten
- Schloss Rathsmannsdorf: Die mittelalterliche Anlage der Grafen von Vornbach wurde 1578 bis 1579 im Auftrag von Fürstbischof Urban von Trennbach zum Renaissanceschloss umgebaut. Überragt wird die Vierflügelanlage mit dreigeschossigen Arkadengängen von dem mächtigen Torturm. Nach der Säkularisation verkauft, zog später eine Brauerei ein. Der Südflügel ist eingestürzt, der Rest des Gebäudes baufällig und sollte bereits abgerissen werden. 2014 wurde die Anlage durch einen Unternehmer übernommen, der eine Notsicherung vornahm.
- Sterbebild-Archiv Rathsmannsdorf, eine Privatsammlung von Sterbebildern
- Pfarrkirche St. Ulrich. Die Pfarrkirche der Pfarrei Rathsmannsdorf wurde 1937 von Michael Kurz erbaut und besitzt zwei Altarblätter von Berta Hummel.
- Nebenkirche St. Ulrich. Die frühere Pfarrkirche wurde um 1448 erbaut. Ursprünglich gotisch, wurde sie 1730 barock umgestaltet und um 1890 erneut verändert. Nach dem Bau der neuen Pfarrkirche profaniert, wurde sie auf Initiative des Fördererkreises Alte Kirche St. Ulrich Rathsmannsdorf 1991 instand gesetzt und neu geweiht.

## Bildung und Erziehung
- Kindergarten Rathsmannsdorf

## Vereine
- Mutter-Kind-Gruppe Rathsmannsdorf
- Gartenbauverein Rathsmannsdorf
- Kath. Frauenbund Rathsmannsdorf
- SV Rathsmannsdorf
- EC Rathsmannsdorf
- VdK-Ortsverband Rathsmannsdorf
- Krieger- und Soldatenverein Rathsmannsdorf
- Hoibeschwoaba Ronschdoaf e. V.[1]
- Jagdgenossenschaft Rathsmannsdorf
- Freiwillige Feuerwehr Rathsmannsdorf, gegründet um 1871
- Fördererkreis Alte Kirche St. Ulrich Rathsmannsdorf, gegründet am 15. Mai 1985